# Philodendron llanense
Philodendron llanense är en kallaväxtart som beskrevs av Thomas Bernard Croat. Philodendron llanense ingår i släktet Philodendron och familjen kallaväxter.
Artens utbredningsområde är Panamá. Inga underarter finns listade.